# Günay Ağakişiyeva
Günay Ağakişiyeva (Baku, 5 dicembre 1990) è una taekwondoka azera.

## Palmarès
- Europei

Baku 2014: bronzo nei 57 kg.